# Dion-le-Mont
Dion-le-Mont is een dorp in de Belgische provincie Waals-Brabant en een deelgemeente van Chaumont-Gistoux. Ten noorden van Dion-le-Mont ligt het dorp Dion-le-Val.

## Geschiedenis
Dion-le-Mont was een zelfstandige gemeente tot het in 1970 met Dion-le-Val fusioneerde tot Dion-Valmont. Die gemeente werd in 1977 weer opgeheven en bij fusiegemeente Chaumont-Gistoux gevoegd.

## Bezienswaardigheden
- De Onze-Lieve-Vrouwekerk (Église Notre-Dame) werd in 1908-1912 nadat de voorganger uit 1764 was verwoest door brand.

## Natuur en landschap
Dion-le-Mont ligt aan de Pisselet die noordwaarts naar de Dijle stroomt. De hoogte aan de kerk is 78 meter.

## Demografische ontwikkeling
- Bronnen:NIS, Opm:1831 tot en met 1970=volkstellingen, 1976= inwonersaantal op 31 december

## Politiek
Dion-le-Mont had een eigen gemeentebestuur en burgemeester tot de fusie van 1970. Burgemeesters waren:
- 1953-1970 : Omer Bidoul (PSB)

Bidoul werd daarna burgemeester van fusiegemeente Dion-Valmont.

## Nabijgelegen kernen
Dion-le-Val, Wavre, Vieusart, Chaumont, Bonlez
Deelgemeenten: Bonlez · Chaumont-Gistoux · Corroy-le-Grand · Dion-le-Mont · Dion-le-Val · Longueville

Overige plaatsen: Arnelle · Bas-Bonlez · Brocsous · Les Bruyères · Champtaine · Chaumont · Gistoux · Grippelotte · Inchebroux · Laid Burniau · Louvrange · Manypré · Ocquière · Roblet · Somville · Vieusart

Belgische gemeenten · Arrondissement Nijvel · Waals-Brabant · Wallonië